# Élections à Chypre
Les élections à Chypre permettre d'élire au niveau national le Président de la République, les membres de la Chambre des représentants et les députés européens pour Chypre

## Système électoral

### Circonscriptions
| Circonscription        | Nombre de représentants |
| ---------------------- | ----------------------- |
| District de Nicosie    | 21                      |
| District de Limassol   | 12                      |
| District de Famagouste | 11                      |
| District de Larnaca    | 5                       |
| District de Paphos     | 4                       |
| District de Kyrenia    | 3                       |

### Organisation des élections
Les élections nationales sont organisées par le service central des élections dépendant du ministère de l'intérieur.

## Processus électoral

### Électeurs
Les citoyens de plus de 18 ans ont le droit de vote.